# L'Oie
L'Oie és un municipi francès situat al departament de Vendée i a la regió de País del Loira. L'any 2007 tenia 1.045 habitants.

## Demografia

### Població
El 2007 la població de fet de L'Oie era de 1.045 persones. Hi havia 392 famílies de les quals 92 eren unipersonals (36 homes vivint sols i 56 dones vivint soles), 116 parelles sense fills, 164 parelles amb fills i 20 famílies monoparentals amb fills.
La població ha evolucionat segons el següent gràfic:
Habitants censats

### Habitatges
El 2007 hi havia 443 habitatges, 411 eren l'habitatge principal de la família, 14 eren segones residències i 18 estaven desocupats. 428 eren cases i 9 eren apartaments. Dels 411 habitatges principals, 309 estaven ocupats pels seus propietaris, 91 estaven llogats i ocupats pels llogaters i 11 estaven cedits a títol gratuït; 1 tenia una cambra, 8 en tenien dues, 57 en tenien tres, 108 en tenien quatre i 237 en tenien cinc o més. 343 habitatges disposaven pel capbaix d'una plaça de pàrquing. A 158 habitatges hi havia un automòbil i a 224 n'hi havia dos o més.

### Piràmide de població
La piràmide de població per edats i sexe el 2009 era:
| Homes | Edats   | Dones |
| ----- | ------- | ----- |
| 0     | 95 o +  | 0     |
| 4     | 90 a 94 | 0     |
| 4     | 85 a 89 | 12    |
| 4     | 80 a 84 | 4     |
| 12    | 75 a 79 | 8     |
| 20    | 70 a 74 | 28    |
| 8     | 65 a 69 | 16    |
| 16    | 60 a 64 | 8     |
| 20    | 55 a 59 | 24    |
| 40    | 50 a 54 | 32    |
| 36    | 45 a 49 | 24    |
| 20    | 40 a 44 | 32    |
| 28    | 35 a 39 | 16    |
| 52    | 30 a 34 | 28    |
| 20    | 25 a 29 | 44    |
| 40    | 20 a 24 | 12    |
| 32    | 15 a 19 | 44    |
| 24    | 10 a 14 | 32    |
| 20    | 5 a 9   | 36    |
| 20    | 0 a 4   | 32    |

## Economia
El 2007 la població en edat de treballar era de 678 persones, 558 eren actives i 120 eren inactives. De les 558 persones actives 533 estaven ocupades (288 homes i 245 dones) i 25 estaven aturades (9 homes i 16 dones). De les 120 persones inactives 48 estaven jubilades, 36 estaven estudiant i 36 estaven classificades com a «altres inactius».

### Ingressos
El 2009 a L'Oie hi havia 440 unitats fiscals que integraven 1.148,5 persones, la mediana anual d'ingressos fiscals per persona era de 18.106 €.

### Activitats econòmiques
Dels 58 establiments que hi havia el 2007, 4 eren d'empreses extractives, 4 d'empreses alimentàries, 1 d'una empresa de fabricació de material elèctric, 2 d'empreses de fabricació d'altres productes industrials, 13 d'empreses de construcció, 7 d'empreses de comerç i reparació d'automòbils, 2 d'empreses de transport, 3 d'empreses d'hostatgeria i restauració, 2 d'empreses financeres, 1 d'una empresa immobiliària, 14 d'empreses de serveis i 5 d'entitats de l'administració pública.
Dels 16 establiments de servei als particulars que hi havia el 2009, 1 era un taller de reparació d'automòbils i de material agrícola, 1 autoescola, 1 paleta, 2 guixaires pintors, 3 fusteries, 2 lampisteries, 2 electricistes, 1 perruqueria, 2 veterinaris i 1 restaurant.
Dels 2 establiments comercials que hi havia el 2009, 1 era una fleca i 1 una carnisseria.
L'any 2000 a L'Oie hi havia 48 explotacions agrícoles que ocupaven un total de 1.058 hectàrees.

## Equipaments sanitaris i escolars
L'únic equipament sanitari que hi havia el 2009 era una farmàcia.
El 2009 hi havia una escola elemental.

## Poblacions més properes
El següent diagrama mostra les poblacions més properes.